# Penisola di Gamov
La penisola di Gamov (in russo полуостров Гамова, poluostrov Gamova) si trova sulla costa occidentale del golfo di Pietro il Grande, in Russia. Si affaccia sul mar del Giappone e appartiene al Chasanskij rajon, nel Territorio del Litorale (Circondario federale dell'Estremo Oriente). 
La penisola porta il nome di Dmitrij Ivanovič Gamov, esploratore della costa del Territorio del Litorale e di quella orientale della penisola coreana. 

## Geografia
La penisola limita a nord-est il golfo di Possiet. Sul suo lato occidentale si trova la baia Vitjaz', lungo il lato orientale le baie di Astaf'ev (бухта Астафьева) e Teljakovskij (бухта Теляковского). Il punto più orientale della penisola è capo Gamov (мыс Гамова), dove si trova l'omonimo insediamento e il faro (маяк Гамов). Un altro insediamento della penisola è quello di Vitjaz'. Il rilievo della penisola è prevalentemente montuoso. Il punto più alto è il monte Tumannaja (гора Туманная) di 506 m. La costa è ripida e rocciosa.

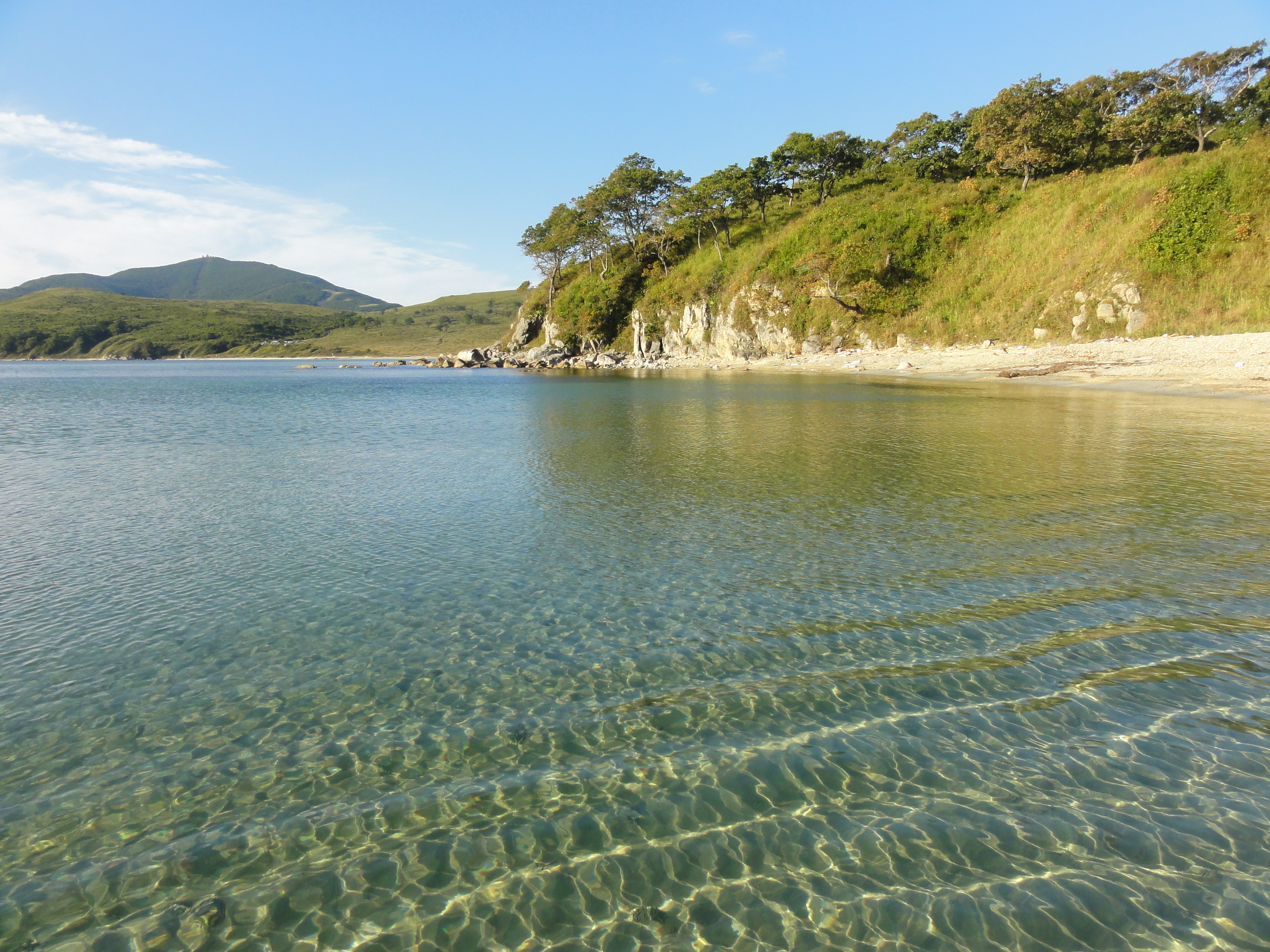
Baia di Astaf'ev

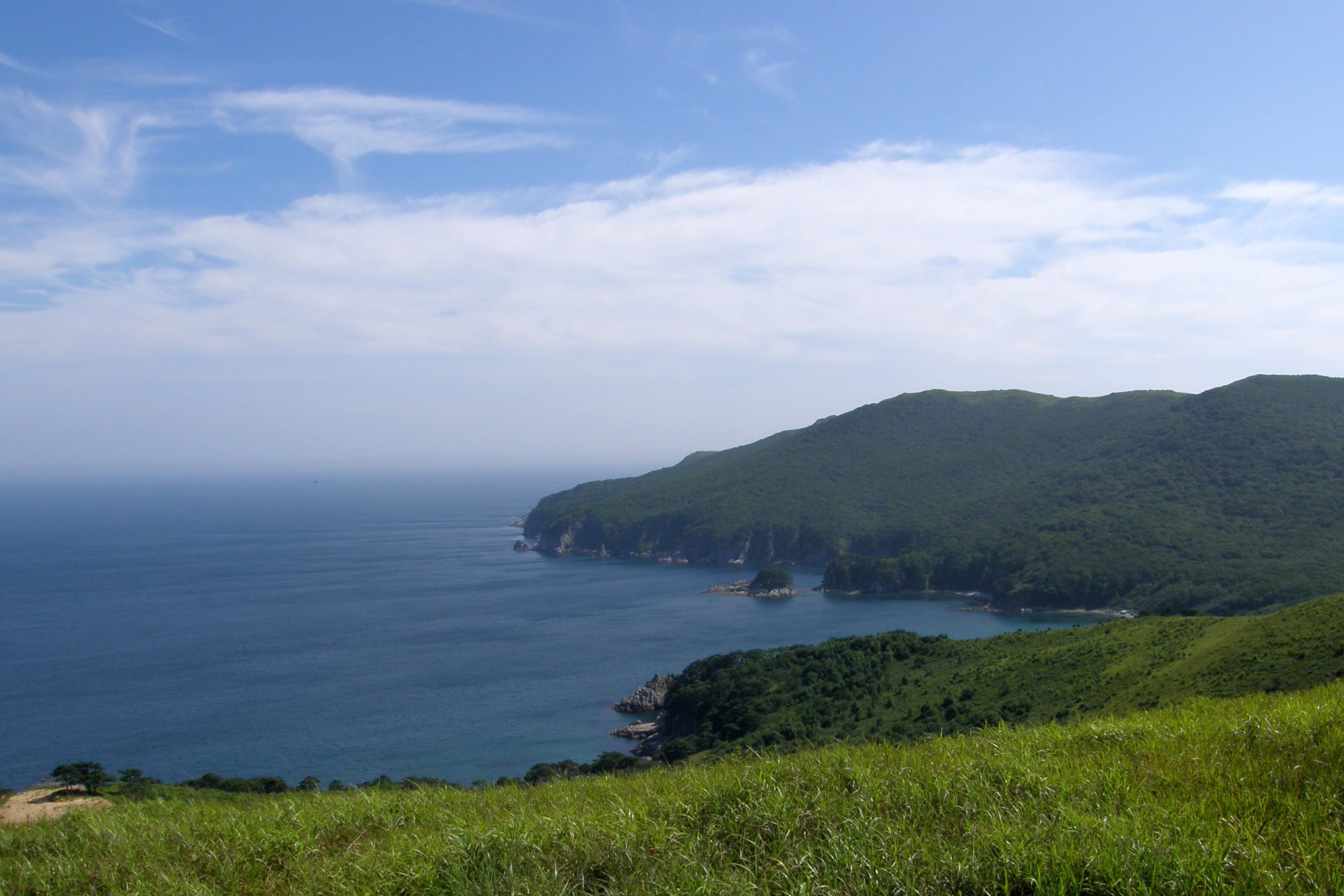
Baia Teljakovskij

All'ingresso della baia Vitjaz' si trovano le isole di Tarancev. Sulla costa meridionale, a continuazione di capo Alekseeva, si trova l'isola Alekseeva (остров Алексеева); sul lato orientale, a 500 metri dalla costa, si trovano le isole di Astaf'ev (острова Астафьева) e di Maximov (остров Максимова). L'area orientale della penisola e la zona costiera fanno parte della sezione orientale della Riserva marina dell'Estremo Oriente (Дальневосточный морской заповедник).

## Storia
Capo Gamov fu scoperto, descritto e mappato nel 1854 dagli ufficiali della fregata Pallada, che stava viaggiando con il vice ammiraglio Evfimij Vasil'evič Putjatin dalle rive del Giappone e della Cina fino alla foce del fiume Amur, e prende il nome da uno degli ufficiali della fregata, l'allora cadetto Dmitrij I. Gamov (1834-1903). La penisola fu poi descritta dettagliatamente nel 1862 dai membri della spedizione di Vasilij M. Babkin.